# Коломієць Алла Миколаївна
А́лла Микола́ївна Коломі́єць (нар. 24 березня 1964, с. Печера Тульчинського району Вінницької області)— проректор з наукової роботи Вінницького педагогічного університету імені Коцюбинського, доктор педагогічних наук, кандидат фізико-математичних наук, професор кафедри педагогіки, професійної освіти та управління освітніми закладами.

## Життєпис
Алла Миколаївна Коломієць народилась 24 березня 1964 року у с. Печера Тульчинського району Вінницької області. 1985 року закінчила з відзнакою фізико-математичний факультет Вінницького педагогічного інституту імені М. Островського за спеціальністю «вчитель математики і фізики». Упродовж 10 років працювала учителем математики, фізики та інформатики в школах міста Вінниця у класах з поглибленим вивченням математики і фізики.

## Професійна та наукова діяльність
- У 1997 році у Київському національному університеті імені Тараса Шевченка захистила дисертацію «Взаємодія дислокацій з точковими та більш потужними локальними дефектами і її вплив на рух дислокацій в кристалах кремнію» за спеціальністю 01.04.07— «Фізика твердого тіла» на здобуття наукового ступеня кандидата фізико-математичних наук.

Результати дослідження представленні в 12 статтях, з яких 3— у виданнях, що індексуються міжнародною наукометричною базою Scopus.
- 2005—2008рр. навчалася в докторантурі Вінницького державного педагогічного університету імені Михайла Коцюбинського за спеціальністю 13.00.04— «Теорія і методика професійної освіти».
- У 2008 році в Інституті педагогічної освіти та освіти дорослих НАПН України (м. Київ) захистила дисертацію «Теоретичні та методичні основи формування інформаційної культури майбутніх учителів початкових класів»[4] за спеціальністю 13.00.04— «Теорія і методика професійної освіти» на здобуття наукового ступеня доктора педагогічних наук.
- 2011—2016рр.— завідувач кафедри математики та методики навчання математики (математики та інформатики),
- З 2016р. працює на посаді проректора з наукової роботи [5].
- На посаді професора кафедри педагогіки, професійної освіти та управління освітніми закладами [6] викладає навчальну дисципліну «Методологія та методика наукових досліджень» для студентів магістратури.
- Пройшла наукове стажування в університетах Болгарії, Польщі, Канади.
- На громадських засадах працює ученим секретарем спеціалізованої вченої ради[7] із захисту докторських і кандидатських дисертацій. Під керівництвом проф. Коломієць А. М. захистились 15 кандидатів педагогічних наук[8][9]
- Є членом редколегії наукового видання «Information Technologies and LearningTools»[10], що індексується міжнародною наукометричною базою Web of Science, а також двох інших фахових видань України, зокрема видання категорії А, яке видається Інститутом інформаційних технологій і засобів навчання (м. Київ).
- Опубліковано понад 200 публікацій[11] з проблем природничо-математичної освіти, професійної підготовки вчителя, інформатизації навчання, інформаційної культури особистості, організація наукової діяльності, які індексуються міжнародними наукометричними базами. Займається активно науковою  діяльністю [12], публікується у WoS[13] та Scopus [14].

## Нагороди
- 2004— нагрудний знак МОН України «Відмінник освіти» (наказ від 25.08.2004 року №784-к)
- 2012— медаль Академії педагогічних наук України «Ушинський К. Д.» (наказ від 20 вересня 2012 року №48к)
- 2017— нагрудний знак «Василь Сухомлинський» (наказ від 10.05.2017 року №198к)